# Alsény Camara
Alsény Camara (ur. 4 listopada 1986 w Konakry), wzrost: 181 cm, waga: 77 kg, gwinejski piłkarz, występuje na pozycji obrońcy.

## Kariera
Swoją karierę rozpoczynał we Friguiabe FC Kindia. W 2005 roku przeniósł się do Francji i został zawodnikiem rezerw FC Toulouse. Grał tam przez dwa sezony, następnie został wypożyczony do trzecioligowego Rodez AF. W 2008 roku został piłkarzem grającego w Ligue 2, LB Châteauroux.
| Sezon   | Klub                 | Kraj    | Flaga   | Rozgrywki             | Mecze | Bramki |
| ------- | -------------------- | ------- | ------- | --------------------- | ----- | ------ |
| 2004    | Friguiabe FC Kindia  | Gwinea  | Gwinea  | Championnat National  | ?     | ?      |
| 2005    | Friguiabe FC Kindia  | Gwinea  | Gwinea  | Championnat National  | ?     | ?      |
| 2005/06 | FC Toulouse B        | Francja | Francja | CFA, Grupa A (4 liga) | 19    | 0      |
| 2006/07 | FC Toulouse B        | Francja | Francja | CFA, Grupa A (4 liga) | 21    | 0      |
| 2007/08 | Rodez AF             | Francja | Francja | Championnat National  | 25    | 2      |
| 2008/09 | LB Châteauroux       | Francja | Francja | Ligue 2               | 3     | 0      |
| 2009/10 | LB Châteauroux B     | Francja | Francja |                       | 0     | 0      |
| 2010/11 | Le Poiré-sur-Vie SJA | Francja | Francja | Championnat National  | 13    | 0      |
| 2011/12 | Le Poiré-sur-Vie SJA | Francja | Francja | Championnat National  | 6     | 0      |
| 2012/13 | Le Poiré-sur-Vie SJA | Francja | Francja | Championnat National  | 9     | 0      |